# نیاگارا فالز، انتاریو
نیاگارا فالز شهری کانادایی با جمعیتی معادل ۸۳٬۱۸۴  (تا سال ۲۰۰۸) نفر در طول رودخانه نیاگارا در منطقه گلدن هورس‌شو از جنوب استان انتاریو می‌باشد. در طول رودخانه، شهر نیاگارا فالز آمریکا در ایالت نیویورک قرار دارد.
فاصله این شهر از طریق جاده تا تورنتو برابر ۱۳۰ کیلومتر می‌باشد. مساحت منطقه نیاگارا ۱۸۰۰ کیلومتر مربع می‌باشد.